# Georg Schünemann
Georg Schünemann (ur. 13 marca 1884 w Berlinie, zm. 2 stycznia 1945 tamże) – niemiecki muzykolog i pedagog.

## Życiorys
Studiował grę na flecie u Emilla Prilla w konserwatorium Sterna w Berlinie. Odbył też studia na Uniwersytecie Berlińskim w zakresie filologii i filozofii oraz muzykologii u Hermanna Kretzschmara, Oskara Fleischera, Maxa Friedlaendera, Carla Stumpfa i Johannesa Wolfa. W 1907 roku uzyskał tytuł doktora na podstawie dysertacji Geschichte des Dirigierens (wyd. Lipsk 1913). Przez kilka lat występował z różnymi orkiestrami jako flecista. W 1919 roku uzyskał habilitację i został wykładowcą berlińskiej Akademische Hochschule für Musik na stanowisku docenta, a od 1923 roku profesora. Od 1920 do 1933 roku pełnił też funkcję jej dyrektora. Zdymisjonowany w 1933 roku, pełnił w następnych latach funkcję dyrektora Staatliche Musikinstrumenten-Sammlung (od 1933) i oddziału muzycznego Preußische Staatsbibliothek (od 1935).
Popełnił samobójstwo.

## Wybrane prace
(na podstawie materiałów źródłowych)
- Das Lied der deutschen Kolonisten in Russland (Berlin 1923)
- Die Musica des Listhenius (Berlin 1927)
- Geschichte der deutschen Schulmusik (Lipsk 1928, 2. wydanie 1931)
- Die Musikerziehung, cz. 1: Die Musik in Kindheit und Jugend, Schule und Volk (Lipsk 1930)
- C.F. Zelter, der Begründer der preussischen Musikpflege (Berlin 1932)
- Führer durch die deutsche Chorliteratur (2 tomy, Wolfenbüttel 1935–1936)
- C.F. Zelter, Der Mensch und sein Werk (Berlin 1937)
- Die Violine (Hamburg 1940)
- Geschichte der Klaviermusik (Hamburg 1940, 2. wydanie w red. H. Gerigka 1953, 3. wydanie 1956)
- Die Singakademie zu Berlin (Regensburg 1941)